# Rio Arkansas
O rio Arkansas, Arcansas ou Arquansas,[carece de fontes?] nasce nas montanhas Rochosas e segue seu curso pelos estados de  Colorado, Kansas, Oklahoma e Arkansas. Serviu de limite de fronteira com o México, como refere o Tratado de Adams-Onís entre o México e os Estados Unidos em 1819. É o sexto mais longo rio dos Estados Unidos e o maior tributário do sistema Mississippi-Missouri.
O Arkansas tem origem nas montanhas Rochosas, perto de Leadville, e desagua no rio Mississipi num lugar chamado Napoleon, equidistante de Memphis a montante e Vicksburg, a jusante. É o maior afluente da bacia inteira do sistema fluvial Mississippi-Missouri, em termos de área drenada (505 000 km²).
O curso do rio Arkansas pode ser dividido em três secções de extensão muito desigual. Desde a sua nascente em Cañon City, o rio Arkansas é uma torrente das montanhas do Colorado, especialmente por ter um desnível de 1 400 m numa distância de 193 km.

De Canon City, pequena cidade no estado do Colorado, o rio deixa a zona de montanha para entrar num desfiladeiro chamado Royal Gorge. Nesta parte do curso, pode-se fazer rafting na primavera e no verão. Ao sair da garganta começa a terceira e última parte da longa viagem do Arkansas que se torna um rio pacífico com as margens por vezes alagadas.

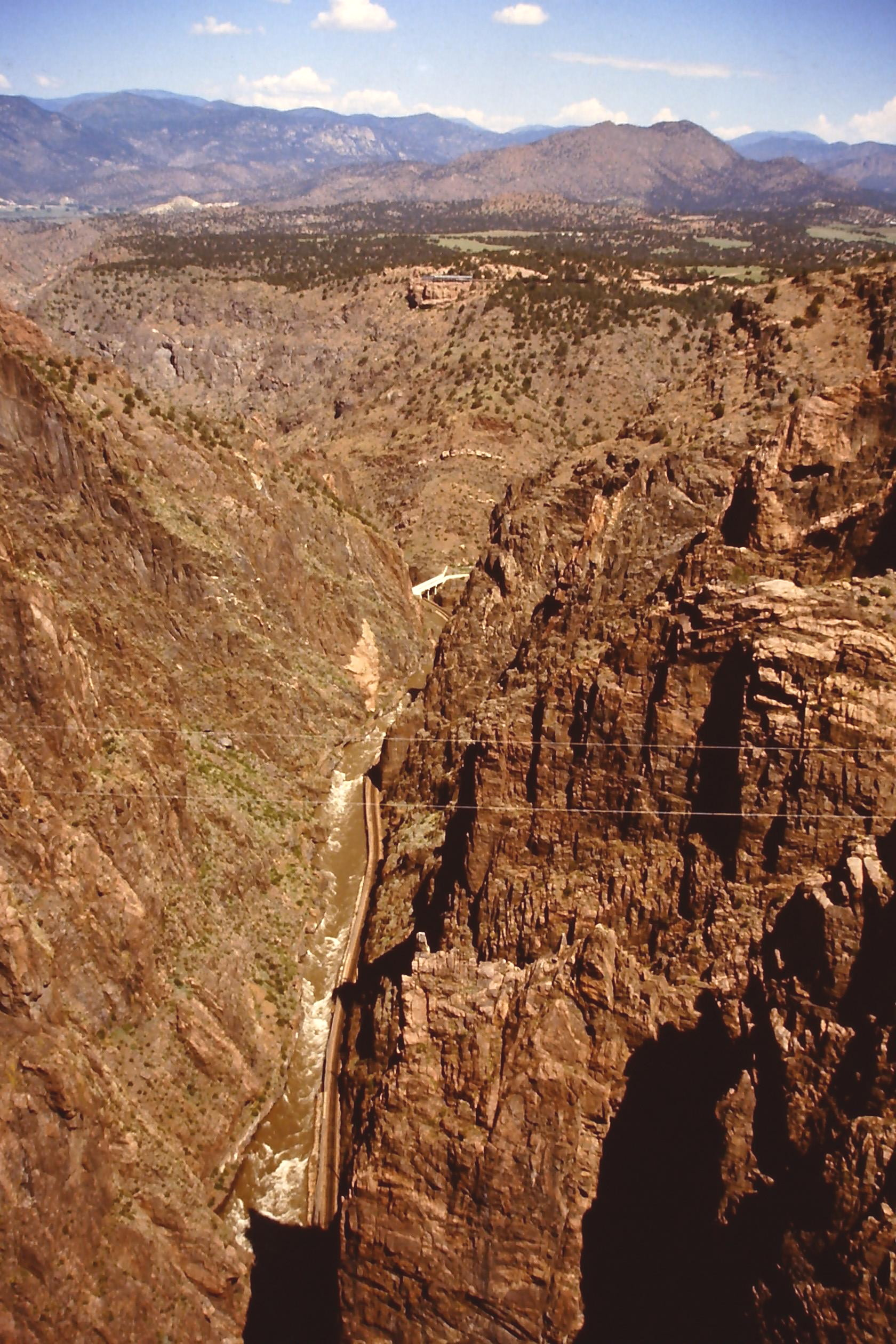
Royal Gorge

Nos estados de Oklahoma e Arkansas, a profundidade do leito do rio torna-o navegável. O sistema de navegação fluvial do Arkansas, através da construção de barragens, tem ajudado a transformar o Arkansas num rio sazonal. Entre a última cidade e a confluência com o rio Mississippi, o rio é usado durante todo o ano para transporte de passageiros e mercadorias (principalmente para o turismo).
Os principais afluentes do rio Arkansas são o rio Cimarron e o rio Canadian, ambos pela margem direita.
O rio Arkansas banha várias cidades, incluindo Wichita, Tulsa (cidade em dois estados, Oklahoma e Arkansas), e Little Rock.